# Villa Knopf
La Villa Knopf es un edificio Jugendstil, Art Nouveau que forma parte del Neustadt, un distrito de Estrasburgo. Fue construido en 1904-1905 por los arquitectos Gustave Krafft y Jules Berninger para la familia Knopf, propietaria de una tienda en el centro de Estrasburgo.
Hasta 1994 y su traslado al edificio Escarpe en el campus de la Universidad de Estrasburgo, la villa albergó el Centro Universitario de Educación Periodística.
Después de llamarse IHEE (Institut des Hautes Etudes Européennes), la institución se convirtió en un componente de Sciences Po Strasbourg. Los estudios proporcionados dentro de estas paredes consisten en ciencias políticas y estudios europeos, en torno a cuestiones políticas, históricas y legales.

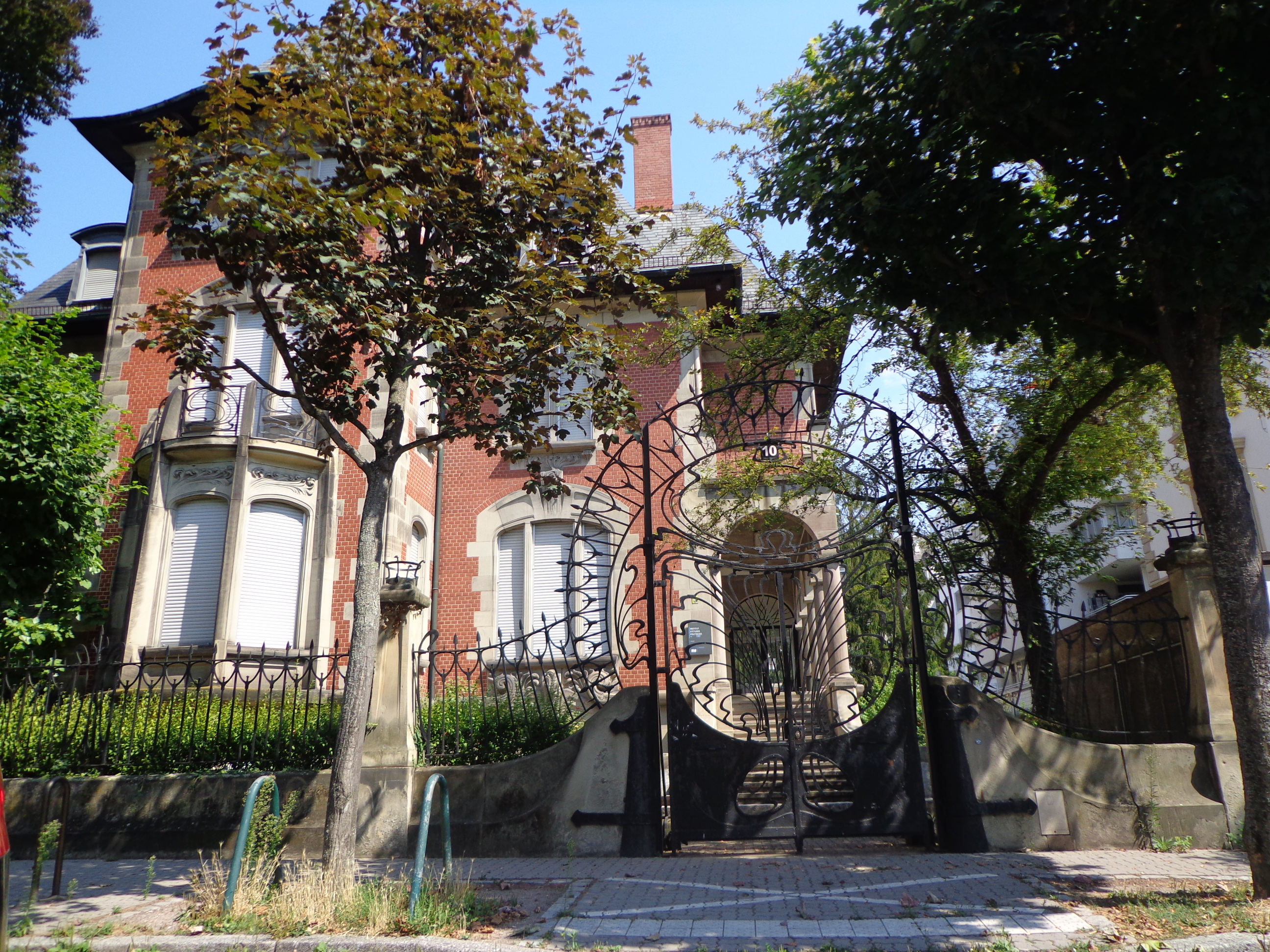
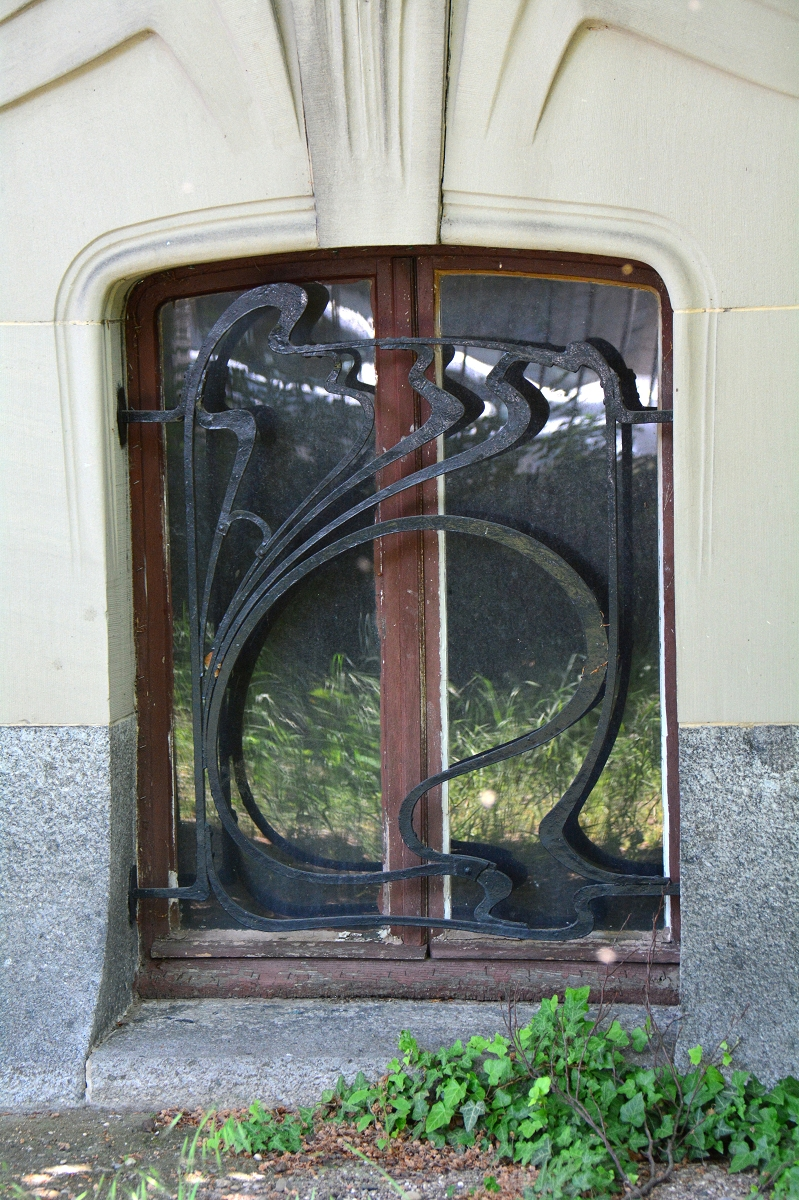
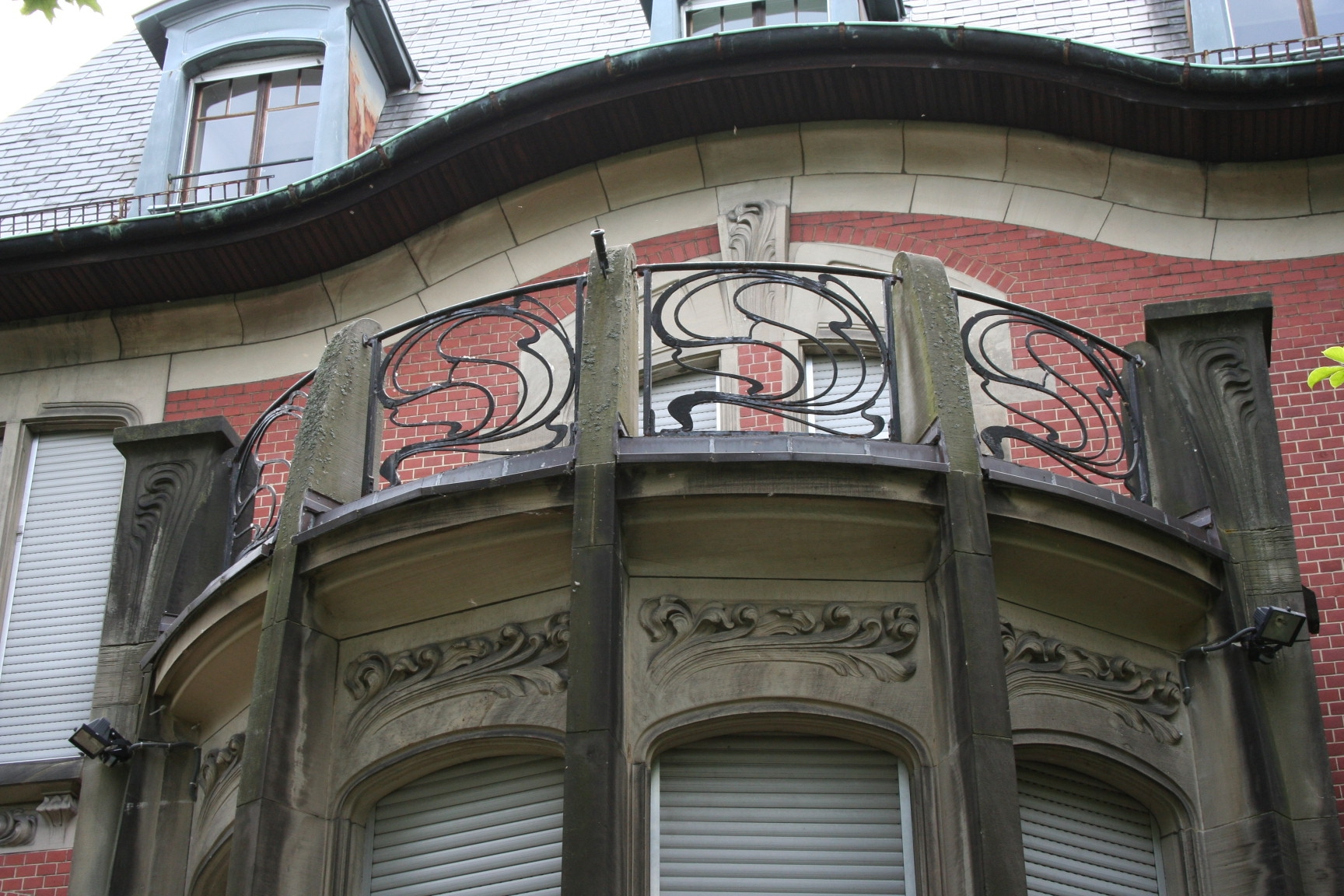
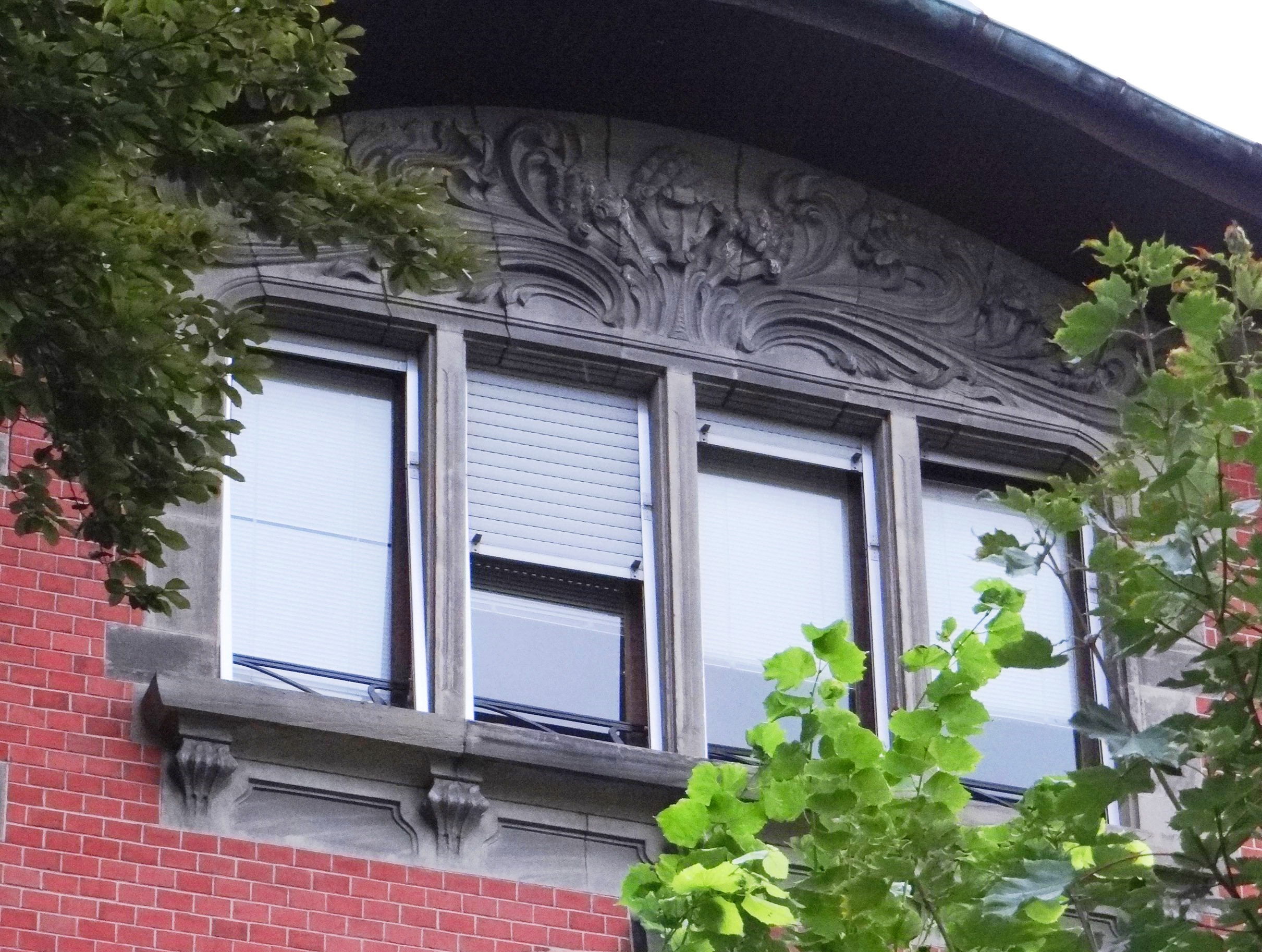
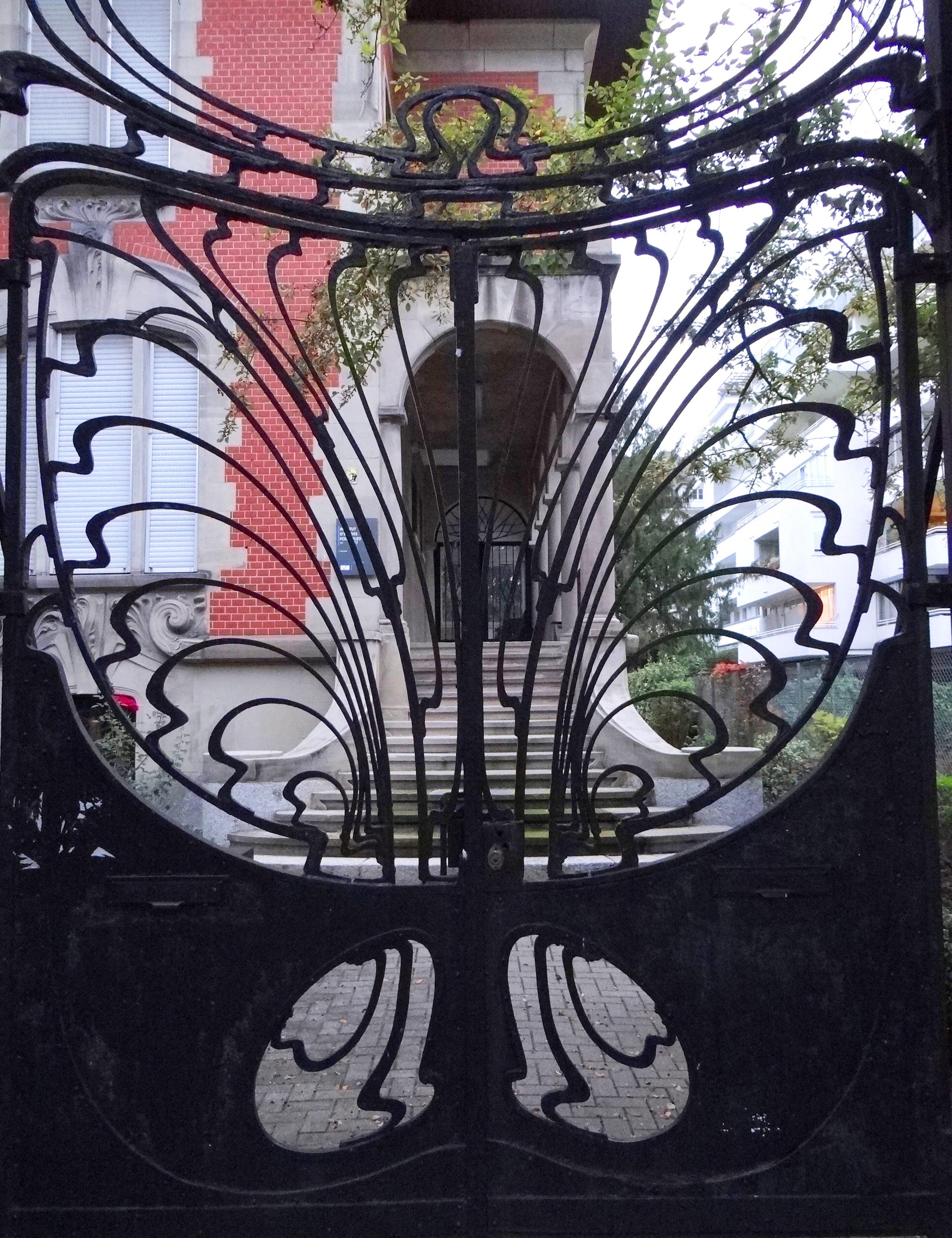
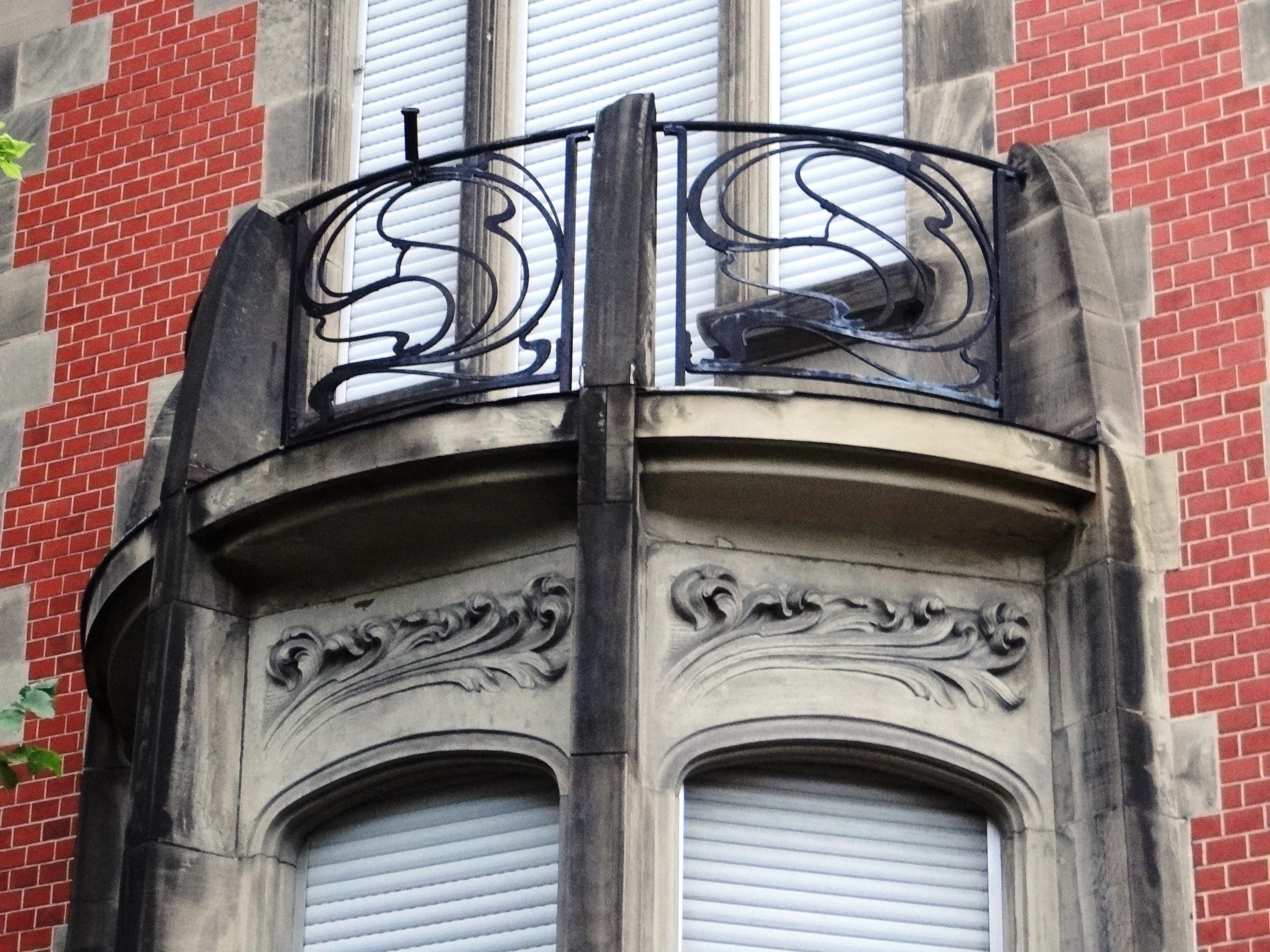